# ابرویی کرندی
ابرویی کرندی (نام علمی: Ophrys reinholdii) نام یک گونه از سرده ابرویی است.